# Bornemisza
Bornemisza è un'importante famiglia nobile ungherese.

## Esponenti
Tra gli esponenti più celebri:
- Péter Bornemisza
- Hans Heinrich Thyssen-Bornemisza de Kászon
- Heinrich Thyssen-Bornemisza